# Phalanta madagascariensis
Phalanta madagascariensis är en fjärilsart som beskrevs av Paul Mabille 1887. Phalanta madagascariensis ingår i släktet Phalanta och familjen praktfjärilar. Inga underarter finns listade i Catalogue of Life.